# Maite Cajaraville
Maria Teresa Cajaraville Bonilla, (Llerena, Badajoz, 7 de octubre de 1967) es una artista multidisciplinar española especializada en arte electrónico, performance, audiovisual e instalación. Es activista cultural. 

## Formación
Master en Teoría y Práctica del Arte Contemporáneo (MFA), por la Universidad Complutense de Madrid, Diplomada en Informática (Madrid, 1991-93), completó su formación multidisciplinar gracias a la beca “Pépinières européennes”. estudió en la Escuela Superior de Artes Visuales de Frankfurt (Alemania, 1993-96), en la Städelschule für Bildende Kunst, dado su interés en el arte electrónico, cursó estudios de arte interdisciplinar con los artistas profesores como Peter Weibel y Thomas Bayrle. En este centro se especializó en videocreación y arte digital. Completó su formación asistiendo  a seminarios y cursos sobre arte, comunicación y nuevos medios, como en el reconocido internacionalmente Festival en Linz (Ars Electronica, Austria), la Dokumenta de Kassel en  Alemania), en el Lisboa (ExperimentaDesign, Portugal), Montreal (IMC, Canadá) y España (Universidades de Cuenca y Madrid)

## Trayectoria profesional
Cajaraville no solo se dedica a la producción de sus obras artísticas, siempre con recursos tecnológicos creando instalaciones interactivas. Además, como activista cultural, ha comisariado exposiciones y proyectos multidisciplinares como desde 2014, es comisaria del Piksel Produksjoner en Bergen Noruega, donde desarrolla distintas iniciativas: Piksel Festival, TransPiksel, y Pulse Projects junto con Gisle Frøysland.
Sus trabajos se han expuesto en numerosos festivales internacionales y ha participado como artista en diversos certámenes y muestras, y exposiciones de arte en España (incluyendo varias ediciones de la feria de arte contemporáneo ARCO, invitada por diferentes museos y galerías, y la Fundación ARCO y en Europa en Francia, Bélgica, Luxemburgo, Portugal, España y Alemania. Su obra artística incluye videocreaciones como “Naked”, “Cyborgs, Hombres y Drag Queens”, “Inocencia Artificial”, “Morgam” o “La matanza”, obras interactivas como “The flux of Influences” y “Helicopter” e instalaciones de gran formato como “What’s happenning in my living room?” o “Especular, Imaginar”.
La instalación interactiva GOD, Garden of Delights de Cajaraville se presentó en Matadero de Madrid en el año 2012, fue un espectáculo audiovisual participativo, de manera que el público asistente interactuó como parte fundamental del evento. La obra estaba basada en el famoso cuadro del Bosco  titulado El Jardín de las Delicias. En ella, se sustituyeron los personajes de dicho cuadro por los asistentes al acto.
Es cofundadora y coordinadora de la plataforma artística “coneXión.madrid”, iniciativa pionera creada en 1996 con el fin de generar difusión de la cultura digital vía Internet, y  además ha sido fundadora y responsable de la asociación Peninsulares Vídeo, creando un directorio de videos de creación y artistas. Es una referente en la videocreación española.
Ha comisariado el Festival de Arte y Nuevas Tecnologías “Mediarama”, impulsado por la Junta de Andalucía, y ha colaborado con diferentes revistas sobre arte y nuevos medios.